# Skeleton op de Olympische Winterspelen 1928
Skeleton is een van de sporten die beoefend werden tijdens de Olympische Winterspelen 1928 in St. Moritz.

## Heren
| rang   | sporter(s)           | land | tijd   |
| ------ | -------------------- | ---- | ------ |
| Goud   | Jennison Heaton      | USA  | 3:01.8 |
| Zilver | John Heaton          | USA  | 3:02.8 |
| Brons  | David Carnegie       | GBR  | 3:05.1 |
| 4      | Agostino Lanfranchi  | ITA  | 3:08.7 |
| 5      | Alexander Berner     | SUI  | 3:08.8 |
| 6      | Franz Unterlechner   | AUT  | 3:13.5 |
| 7      | Alessandro del Torso | ITA  | 3:14.9 |
| 8      | Louis Hasenknopf     | AUT  | 3:36.7 |